# Anisodes gnophostephana
Anisodes gnophostephana är en fjärilsart som beskrevs av Louis Beethoven Prout 1938. Anisodes gnophostephana ingår i släktet Anisodes och familjen mätare. Inga underarter finns listade i Catalogue of Life.